# 幸鑫
幸鑫（1981年5月25日—），艺术家，从事于雕塑、装置与行为艺术。2009年开始连续三届获邀参加威尼斯双年展。2011年于威尼斯双年展发表作品《2011年，在一个西方的展览上展出我自己》时，奥地利亲华总统海因茨·菲舍尔对其作出高度评价。
2013年7月，当荷兰艺术家弗洛伦泰因·霍夫曼的“大黄鸭”（"Rubber Duck"）以及“山寨大黄鸭”的话题在中国各大媒体被炒得如火如荼之际，幸鑫语出惊人，指出“大黄鸭”涉嫌侵权，并在中国引发了一系列的版权争论。